# Uladsimir Alejnik
Uladsimir Pjatrowitsch Alejnik (belarussisch Уладзімір Пятровіч Алейнік, russisch Владимир Петрович Алейник Wladimir Petrowitsch Aleinik; * 12. September 1959 in Smaljawitschy) ist ein ehemaliger sowjetisch-belarussischer Wasserspringer, der im 10-m-Turmspringen startete. Er konnte jeweils zwei Medaillen bei Olympischen Spielen, Weltmeisterschaften und Europameisterschaften gewinnen.
Alejnik lernte das Wasserspringen beim Verein Dynamo Minsk. Seine erste internationale Medaille gewann er im Alter von 16 Jahren, er errang bei den Olympischen Spielen 1976 in Montreal die Bronzemedaille vom Turm. Im Jahr darauf konnte er bei der Europameisterschaft in Jönköping seinen ersten und einzigen Titelgewinn feiern, er wurde Europameister vom Turm. Auch in den folgenden Jahren blieb Alejnik erfolgreich. Bei der Weltmeisterschaft 1978 in Berlin gewann er hinter Greg Louganis und Falk Hoffmann Bronze. Bei den Olympischen Spielen 1980 in Moskau war Alejnik der Favorit im Turmspringen, weil sein größter Konkurrent Greg Louganis durch den Olympiaboykott des US-amerikanischen Teams fehlte. Er landete jedoch hinter Falk Hoffmann und gewann somit die Silbermedaille. Zwei weitere Silbermedaillen gewann Alejnik bei der Europameisterschaft 1981 in Split, wo er sich hinter seinem Landsmann Dawit Hambarzumjan platzierte, und bei der Weltmeisterschaft 1982 in Guayaquil, wo er sich abermals Greg Louganis geschlagen geben musste. Die Olympischen Spiele 1984 verpasste Alejnik durch den Olympiaboykott der sowjetischen Mannschaft, er beendete daraufhin seine aktive Karriere.